# رباط آب‌گرم
رباط آب‌گرم؛ نام رباطی تاریخی مربوط به دورهٔ صفوی است و در شهرستان کلات، بخش زاوین، روستای آب‌گرم واقع شده و این اثر در تاریخ ۱۶ شهریور ۱۳۸۳ با شمارهٔ ثبت ۱۱۰۶۴ به‌عنوان یکی از آثار ملی ایران به ثبت رسیده‌است.

## نگارخانه

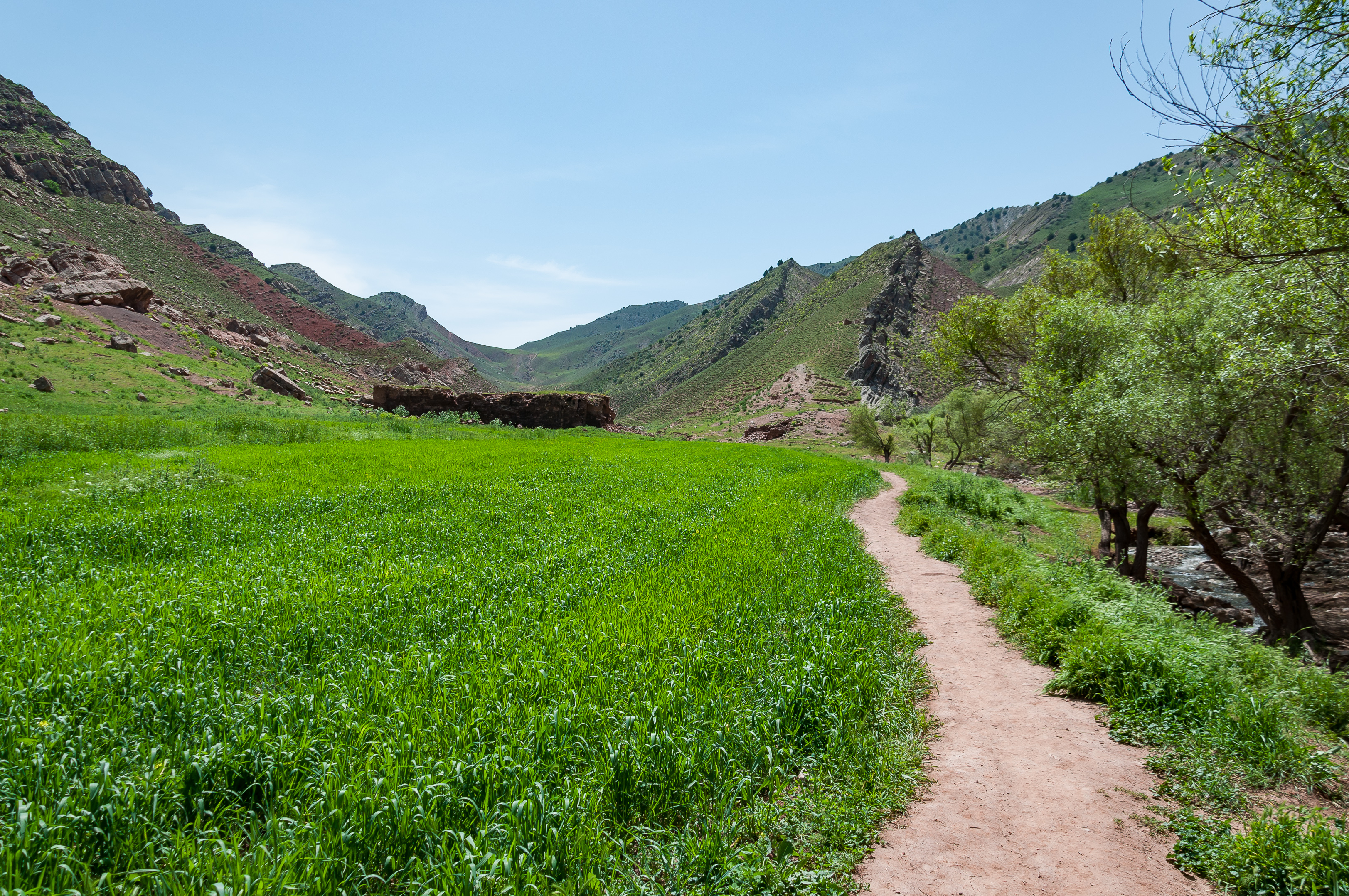
دورنمای رباط
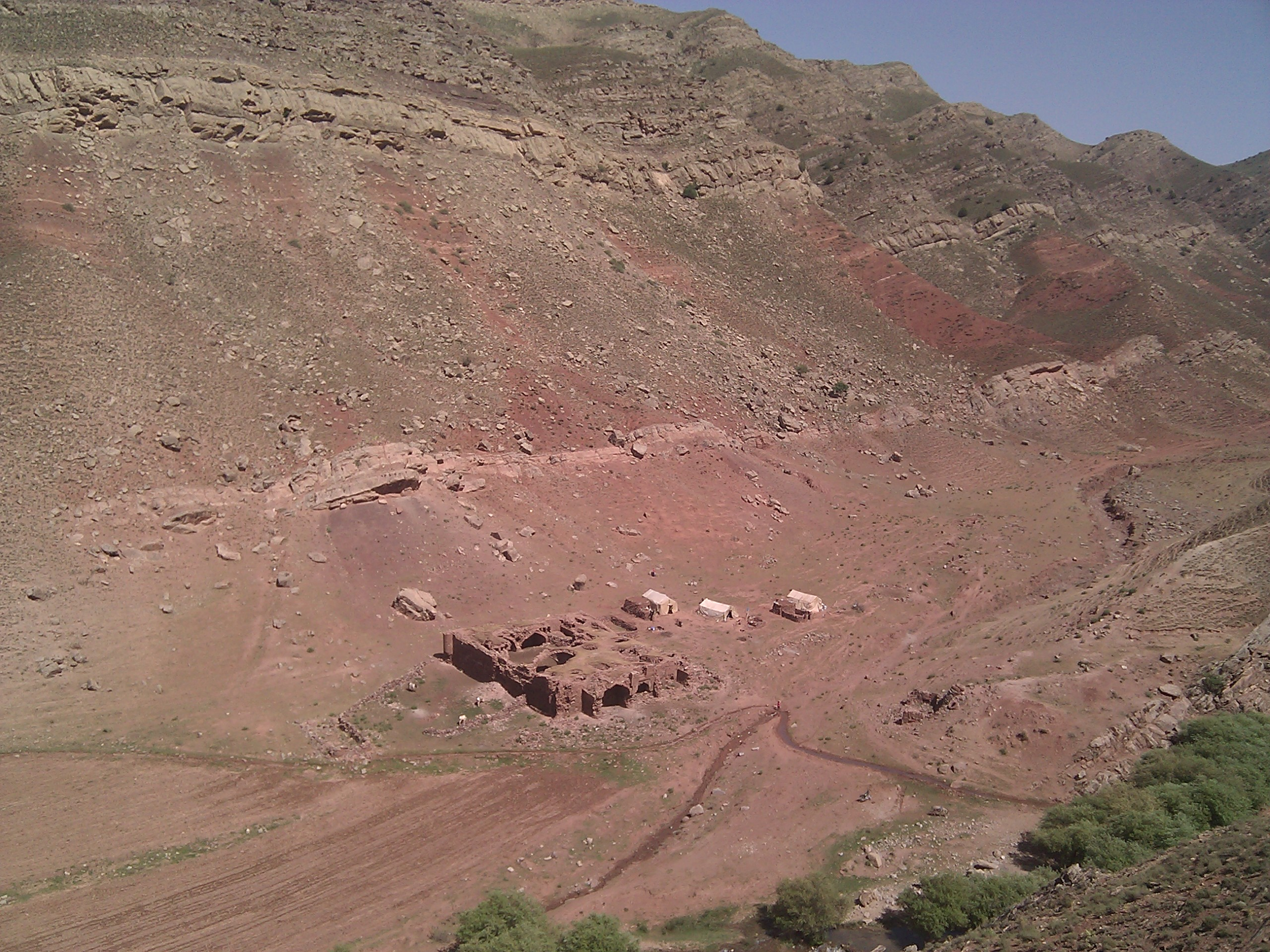
دورنمای رباط